# Give In to Me
Give In to Me is een single van de Amerikaanse muzikant Michael Jackson, de zevende afkomstig van zijn album Dangerous uit november 1991. Op 15 februari 1993 werd het nummer wereldwijd op single uitgebracht. Het nummer bevat een gitaarsolo van Slash.

## Achtergrond
De single werd een wereldwijde hit, echter in thuisland de VS en in Canada werd géén notering in de hitlijsten behaald. In Polen en Nieuw-Zeeland werd echter de nummer 1-positie behaald. In Australië de 4e positie, Ierland en in het Verenigd Koninkrijk de 2e, Duitsland de 10e, Oostenrijk de 12e, Zwitserland, Noorwegen, Zweden en Denemarken en Frankrijk de 7e en in de Eurochart Hot 100 de 4e positie.  
In Nederland werd dit een van de succesvolste singles van het album "Dangerous. Give In to Me behaalde net als Black or White, Remember the Time en Will You Be There een 3e positie in de Nederlandse Top 40 en de 4e positie in de destijds nieuwe publieke hitlijst op Radio 3; de Mega Top 50.
In België bereikte de single de 13e positie in de voorloper van de Vlaamse Ultratop 50 en de 6e positie in de Vlaamse Radio 2 Top 30. In Wallonië werd géén notering behaald.

## Videoclip
De videoclip van Give In to Me bevat Michael Jackson, die het nummer brengt op een podium bij een indoor rock concert, samen met de ex-leden van Guns N' Roses Slash, Gilby Clarke en Teddy Andreadis. Aan het einde van de clip zorgt slecht functionerende techniek voor vonken over het podium, waardoor Michael Jackson moet dansen, terwijl je de elektriciteit over zijn lichaam ziet gaan. In Nederland werd de videoclip destijds op televisie uitgezonden door MTV Europe en op Nederland 2 door Veronica in het popprogramma Countdown en de tv-versie van de Nederlandse Top 40 en door de TROS in het popprogramma Popformule.

## Tracklijst
- European CD single

1. "Give In to Me" – 5:28
2. "Dirty Diana" – 4:52
3. "Beat It" – 4:17

- UK CD single

1. "Give In to Me" (vocal version) – 4:42
2. "Dirty Diana" – 4:40
3. "Beat It" – 4:17

- 7-inch vinylsingle

1. "Give In to Me" – 4:43
2. "Dirty Diana" – 4:40